# 서울 국제 만화 애니메이션 페스티벌

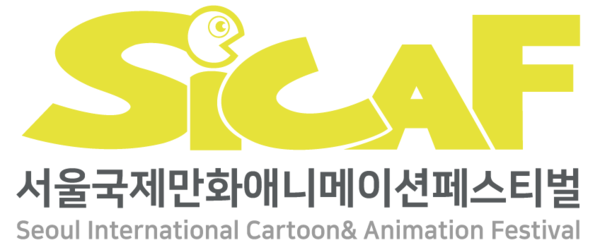

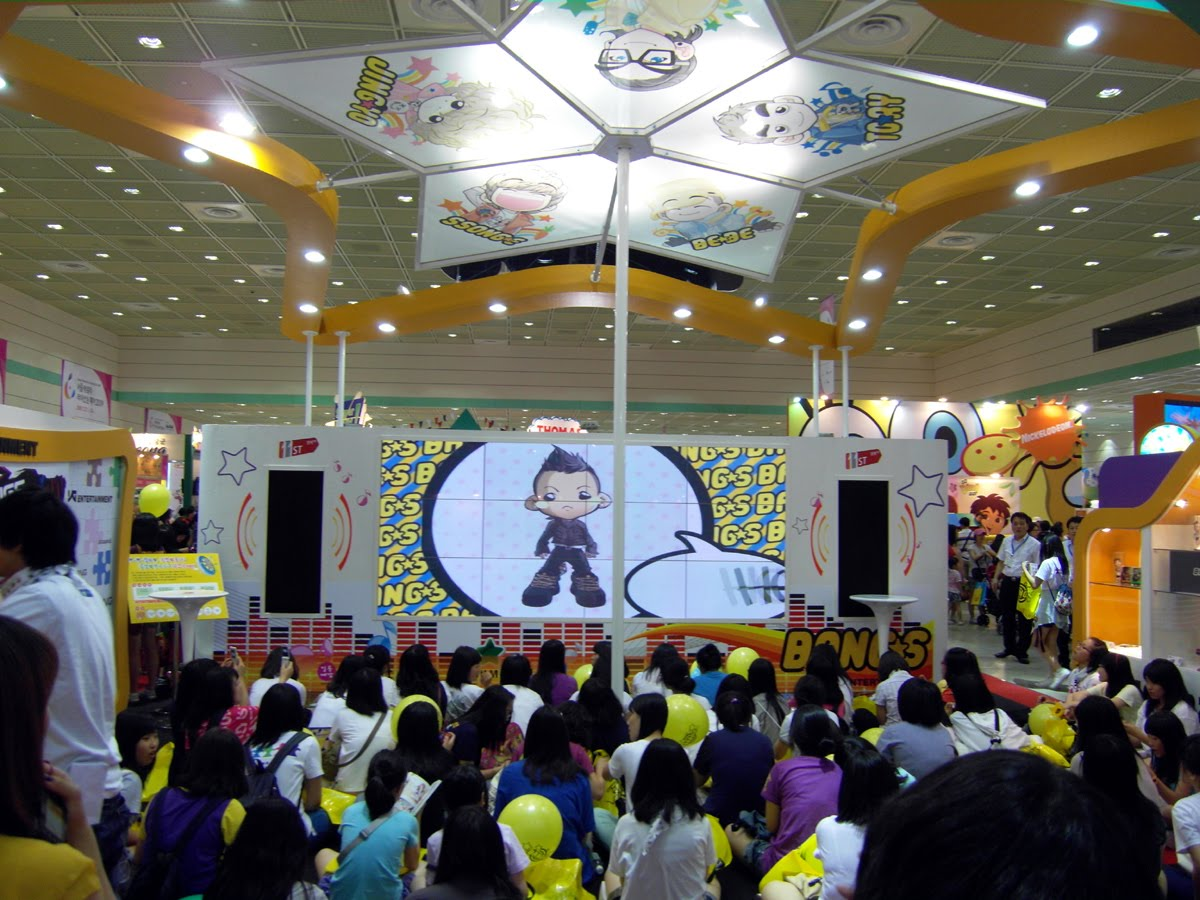
2009년 부스 모습

서울 국제 만화 애니메이션 페스티벌(영어: Seoul International Cartoon and Animation Festival) 또는 시카프(SICAF)는 1995년부터 개최되었으며, (사)서울국제만화애니메이션페스티벌조직위원회가 주최하고 서울시가 주관하며 문화체육관광부가 후원하는 행사로 애니메이션과 만화, 그리고 인접 장르에 대한 전시 및 영화제, 부대행사를 진행한다.

## 개요
만화에 대한 일반인의 인식 전환과 만화·애니메이션 산업 육성의 계기를 마련하기 위해 1995년에 처음으로 개최되었다. 당시 명칭은 ‘서울국제만화페스티벌’이었고, 2001년부터 현재와 같이 사용하였다. 1997년부터 2001년까지는 격년제로 개최되었으나, 이후로는 매년 행사가 열리고 있다. SICAF는국내 유일의 만화·애니메이션 복합문화축제이자 유네스코 산하단체인 '국제 애니메이션 필름 협회(ASIFA, Association International Du Film d'Animation)'가 공인한 국내에서 가장 오래된 애니메이션 영화제이다.

### 영화제 목록
- 제1회 서울 국제 만화 애니메이션 페스티벌
- 제2회 서울 국제 만화 애니메이션 페스티벌
- 제3회 서울 국제 만화 애니메이션 페스티벌
- 제4회 서울 국제 만화 애니메이션 페스티벌
- 제5회 서울 국제 만화 애니메이션 페스티벌
- 제6회 서울 국제 만화 애니메이션 페스티벌
- 제7회 서울 국제 만화 애니메이션 페스티벌
- 제8회 서울 국제 만화 애니메이션 페스티벌
- 제9회 서울 국제 만화 애니메이션 페스티벌
- 제10회 서울 국제 만화 애니메이션 페스티벌
- 제11회 서울 국제 만화 애니메이션 페스티벌
- 제12회 서울 국제 만화 애니메이션 페스티벌
- 제13회 서울 국제 만화 애니메이션 페스티벌
- 제14회 서울 국제 만화 애니메이션 페스티벌
- 제15회 서울 국제 만화 애니메이션 페스티벌
- 제16회 서울 국제 만화 애니메이션 페스티벌
- 제17회 서울 국제 만화 애니메이션 페스티벌
- 제18회 서울 국제 만화 애니메이션 페스티벌
- 제19회 서울 국제 만화 애니메이션 페스티벌
- 제20회 서울 국제 만화 애니메이션 페스티벌
- 제21회 서울 국제 만화 애니메이션 페스티벌
- 제22회 서울 국제 만화 애니메이션 페스티벌
- 제23회 서울 국제 만화 애니메이션 페스티벌
- 제24회 서울 국제 만화 애니메이션 페스티벌
- 제25회 서울 국제 만화 애니메이션 페스티벌

### 조직위원회
- 제1회 SICAF (1995년 8월 11일 ~ 8월 16일)

* 추진위원회 : 한국애니메이션제작자협회 회장 정욱, 한국만화가협회 회장 권영섭, 선우엔터테인먼트 강한영 대표, 한호흥업 김석기 대표, 에이콤 넬슨신 대표, 한신코퍼레이션 최신묵 대표, 코코엔터테인먼트 전명옥 대표, 세영애니텔 최안희 대표
- 제2회 SICAF (1996년 8월 14일 ~ 8월 21일)

* 추진위원회 : 한국애니메이션제작자협회 회장 정욱, 한국만화가협회 회장 권영섭, 선우엔터테인먼트 강한영 대표, 한호흥업 김석기 대표, 에이콤 넬슨신 대표, 한신코퍼레이션 최신묵 대표, 코코엔터테인먼트 전명옥 대표, 세영애니텔 최안희 대표
- 제3회 SICAF (1997년 8월 14일 ~ 8월 21일)

* 조직위원장 : 심상기 (한국만화출판협회장, 서울문화사 대표이사)
* 부조직위원장 : 권영섭 (한국만화가협회장), 김석기 (한국애니메이션제작가협회장)
- 제4회 SICAF (1999년 8월 13일 ~ 8월 20일)

* 조직위원장 : 심상기 (한국만화출판협회장, 서울문화사 대표이사)
* 부조직위원장 : 심용섭 (투니버스 전무), 채수삼 (금강기획 대표이사), 최신규 (손오공 대표이사)
- 제5회 SICAF (2001년 8월 11일 ~ 8월 19일)

* 조직위원장 : 심상기 (한국만화출판협회장, 서울문화사 대표이사)
* 부조직위원장 : 심용섭 (투니버스 전무), 채수삼 (금강기획 대표이사), 최신규 (손오공 대표이사)
- 제6회 SICAF (2002년 10월 26일 ~ 10월 30일)

* 조직위원장 : 넬슨 신 (ASIFA Korea 회장)
- 제7회 SICAF (2003년 8월 12일 ~ 8월 17일)

* 조직위원장 : 심상기 (서울문화사 대표)
* 수석부조직위원장 : 정귀래 (서울산업진흥재단 대표)
* 부조직위원장 : 심용섭 (동양제과 부사장) , 최신규 (손오공 대표)
- 제8회 SICAF (2004년 8월 4일 ~ 8월 10일)

* 명예조직위원장 : 이명박 (서울시장)
* 조직위원장 : 심상기 (서울문화사 대표)
* 수석부조직위원장 : 권오남 (서울산업진흥재단 대표)
* 부조직위원장 : 심용섭 (동양제과 부사장), 최신규 (손오공 대표)
- 제9회 SICAF (2005년 8월 11일 ~ 8월 16일)

* 명예조직위원장 : 이명박 (서울시장)
* 조직위원장 : 심상기 (서울문화사 대표)
* 수석부위원장 : 권오남 (서울산업진흥재단 대표)
* 부조직위원장 : 심용섭 (동양제과 부사장), 최신규 (손오공 대표)
* 집행위원장 : 이춘만 (플러스원애니메이션 대표)
* 부집행위원장 : 손기환 (상명대학교)
- 제10회 SICAF (2006년 5월 24일 ~ 5월 28일)

* 명예조직위원장 : 이명박 (서울시장)
* 조직위원장 : 심상기 (서울문화사 대표)
* 수석부위원장 : 권오남 (서울산업진흥재단 대표)
* 부조직위원장 : 심용섭 (동양제과 부사장), 최신규 (손오공 대표)
* 집행위원장 : 권순형
- 제11회 SICAF (2007년 5월 23일 ~ 5월 27일)

* 명예조직위원장 : 오세훈 (서울시장)
* 조직위원장 : 김석기 (한호흥업 대표)
* 수석부위원장 : 권오남 (서울산업진흥재단 대표)
* 부조직위원장 : 심용섭 (바둑 TV 대표), 최신규 (손오공 대표)
* 집행위원장 : 권순형
- 제12회 SICAF (2008년 5월 21일 ~ 5월 25일)

* 명예조직위원장 : 오세훈 (서울시장)
* 조직위원장 : 김석기 (한호흥업 대표)
* 수석부위원장 : 심일보 (서울산업통상진흥원 대표)
* 부위원장 : 심용섭 (바둑 TV 대표)
* 집행위원장 : 손기환 (상명대학교 교수)
- 제13회 SICAF (2009년 7월 22일 ~ 7월 26일)

* 명예조직위원장: 오세훈 (서울시장)
* 조직위원장: 강한영 ((주)선우엔터테인먼트 회장)
* 집행위원장: 손기환 (상명대학교 교수)
- 제14회 SICAF (2010년 7월 21일 ~ 7월 25일)

* 명예조직위원장 : 오세훈 (서울시장)
* 조직위원장 : 강한영 ((주)선우엔터테인먼트 회장)
* 부조직위원장 : 심용섭 (바둑 TV 대표)
* 집행위원장 : 손기환 (상명대학교 교수)
- 제15회 SICAF (2011년 7월 20일 ~ 7월 24일)

* 명예조직위원장 : 박원순 (서울시장)
* 조직위원장 : 황경태 (학산문화사 대표)
* 부위원장 : 심용섭 (스포츠토토 온라인 대표)
* 집행위원장 : 손기환 (상명대학교 교수)
- 제16회 SICAF (2012년 7월 18일 ~ 7월 22일)

* 명예조직위원장 : 박원순 (서울시장)
* 조직위원장 : 황경태 (학산문화사 대표)
* 수석부위원장 : 이전영 (서울산업통상진흥원 대표)
* 부위원장 : 심용섭 (스포츠토토 온라인 대표)
* 집행위원장 : 손기환 (상명대학교 교수)
- 제17회 SICAF (2013년 7월 23일 ~ 7월 28일)

* 명예조직위원장 : 박원순 (서울시장)
* 조직위원장 : 김형배 (만화가)
* 부위원장 : 심용섭 (스포츠토토 온라인 대표), 이전영 (서울산업통상진흥원 대표)
* 집행위원장 : 손기환 (상명대학교 교수)
- 제18회 SICAF (2014년 7월 22일 ~ 7월 27일)

* 명예조직위원장 : 박원순 (서울시장)
* 조직위원장 : 김형배 (만화가)
* 부위원장 : 심용섭 (스포츠토토 온라인 대표)
* 집행위원장 : 김광한 (목원대학교 교수)
- 제19회 SICAF (2015년 5월 23일 ~ 5월 28일)

* 명예조직위원장 : 박원순 (서울시장)
* 조직위원장 : 안현동 (대원CI부회장)
* 부위원장 : 심용섭 (소영상사 대표)
* 집행위원장 : 김광한 (목원대학교 교수)
- 제20회 SICAF (2016년 7월 6일 ~ 7월 10일)

* 명예조직위원장 : 박원순 (서울시장)
* 조직위원장 : 안현동 (대원CI부회장)
* 부위원장 : 심용섭 (소영상사 대표)
* 집행위원장 : 이종한 (호서대학교 교수)
- 제21회 SICAF (2017년 7월 26일 ~ 7월 30일)

* 명예조직위원장 : 박원순 (서울시장)
* 조직위원장 : 김영두 (동우 A&E 대표)
* 부위원장 : 심용섭 (소영상사 대표), 이춘만 (프러스원 엔터테인먼트 대표), 장태산 (만화가)
* 집행위원장 : 이종한 (호서대학교 교수)
- 제22회 SICAF (2018년 8월 23일 ~ 8월 26일)

* 명예조직위원장 : 박원순 (서울시장)
* 조직위원장 : 김영두 (동우 A&E 대표)
* 부위원장 : 심용섭 (소영상사 대표), 이춘만 (프러스원 엔터테인먼트 대표), 장태산 (만화가)
* 집행위원장 : 방중혁 ((전)SBA 서울애니메이션센터 본부장)
- 제23회 SICAF (2019년 7월 17일 ~ 7월 21일)

* 명예조직위원장 : 박원순 (서울시장)
* 조직위원장 : 방중혁 ((전)SBA 서울애니메이션센터 본부장)
* 부위원장 : 심용섭 ((전)투니버스 대표), 이춘만 (프러스원 엔터테인먼트 대표), 장태산 (만화가)
* 집행위원장 : 강태진 ((주)웹툰가이드 대표)
- 제24회 SICAF (2020년 11월 11일 ~ 11월 15일)

* 명예조직위원장 : 서정협 (서울시장 권한대행)
* 조직위원장 : 김탁훈 (중앙대학교 첨단영상대학원 교수)
* 부위원장 : 임용섭 (경일 C&E대표)
* 집행위원장 : 최영균 (아이러브캐릭터상생연구소 대표)
- 제25회 SICAF (2021년 10월 1일 ~ 10월 4일)

* 명예조직위원장 : 오세훈 (서울시장)
* 조직위원장 : 임용섭 (경일 C&E대표)

## 역사
● SICAF 1995
제1회 서울국제만화애니메이션페스티벌은 만화에 대한 전국민적 인식 전환과 한국만화산업의 비약적 성장 계기 마련이라는 목표 아래 시작되었다. <예술로서의 만화>, <오락, 산업으로서의 만화>라는 기획의도에 맞춰 기획전시, 특별체험실, 미래관, 뉴미디어, 애니메이션 상영회, 학술행사 및 이벤트 행사 등으로 꾸며졌다.
- 기간 : 1995년 8월 11일~8월 16일 (6일간)
- 장소 : COEX 태평양관
- 전시 : 30여 개 기획전시관, 80여 개 업체, 작품수 1000여 점(해외 30여 개국 300여 점)
- 영화제 : 100여 편

● SICAF 1996
제2회 서울국제만화애니메이션페스티벌은 규모면에서 첫 회의 두 배였을 뿐 아니라 내용면에서도 세계 수준의 페스티벌로 만들기 위해 애니메이션 부문, 첨단분야, 견본 등을 강화했다. 또한 만화에 대한 청소년 학생층의 높은 호응을 감안해 단순히 보는 전시가 아니라 참여하는 전시가 되는데 중점을 두었다.
- 기간 : 1996년 8월 14일~8월 21일 (8일간)
- 장소 : COEX 대서양관
- 전시 : 56개국 35개 전시관 170여 개 업체 (해외작품 344여 점)
- 영화제 : 400여 편

● SICAF 1997
제3회 서울국제만화애니메이션페스티벌은 타 만화관련 행사와의 차별화에 중점을 두고 출판만화와 애니메이션을 고루 수용하여 행사를 다양화하고 관람객의 참여공간을 늘여 전시회의 질을 높였다. 전시에서는 장르별 주제로 순정만화를, 세대별 주제로는 <우리시대의 젊은 작가전>을 기획하였다. 특히 장르별 주제로 심층기획한 <순정만화전>을 통해 평가절하되어 온 순정만화를 작품성 논의가 필요한 장르의 하나로 격상시켰다. <우리시대의 젊은 작가전>은 정치적 비판의식과 형식의 실험주의, 주제표현의 과감성 등 다양한 기준으로 SICAF가 선정한 12인의 젊은 작가들의 작품을 소개하였다.
- 기간 : 1997년 8월 14일~8월 21일 (8일간)
- 장소 : COEX 태평양관
- 전시 : 50여 개국, 73개 업체, 작품수 420여 점, 200여 개 상품부스
- 영화제 : 경쟁부문 68편 응모, 본선 48편 상영

● SICAF 1999
제4회 서울국제만화애니메이션페스티벌은 기존의 행사에서 더 나아가 보다 심층적이고 확대된 세계 만화 문화와 애니메이션의 경향을 보여주었다. SICAF 1999는 다양한 전시 행사와 교류전, 국제 공모전 등을 통해 국내 만화산업의 현황을 해외에 소개하고, 국산만화산업의 수출을 지원하는 행사였다. 또한 국내외의 우수 애니메이션 작품을 모아 상설상영하고, 관람객들이 직접 참여하는 다양한 이벤트를 진행함으로써 온 가족이 즐길 수 있는 문화축제로 자리매김하였다.
- 기간 : 1999년 8월 13일~8월 20일 (8일간)
- 장소 : COEX 대서양관
- 전시 : 2000여 작품, 70여 개 업체 (해외 40여 개국 30여 업체)
- 영화제 : 경쟁부문 89편 응모, 본선 13편 상영

● SICAF 2001
제5회 서울국제만화애니메이션페스티벌은 Fusion(만남), Fun(재미), Fantasy(꿈) 등 '3F'를 주제로 열렸다. 주목할 만한 성과로 제작자와 투자자를 연결해주는 SICAF Promotion Plan(SPP)를 마련하였으며, 전체 관람객 중 절반 이상을 차지한 대학생 및 일반인 관람객 중심에서 벗어나 모든 연령층을 위한 행사로 거듭나게 되었다.
- 기간 : 2001년 8월 11일~8월 19일 (9일간)
- 장소 : COEX 태평양관
- 전시 : 8개국 80여 개 업체 313 부스 (북한작품 57편)
- 영화제 : 경쟁부문 19개국 287편 응모, 150여편 상영 (북한애니메이션 20편)

● SICAF 2002
제6회 서울국제만화애니메이션페스티벌은 SICAF가 서울시의 지원을 받아 2003년부터 비엔날레에서 연중행사로 바뀌게 된 것과 11월 3일 만화의 날을 기념하는 축제로 개최되었다. 야외 이벤트라는 새로운 시도를 통해 보다 많은 일반관객과 만날 수 있었으며, 일반인들에게 우리 만화에 대한 관심을 높이는 기회를 제공하였다.
-기간 : 2002년 10월 26일~10월 30일 (5일간)
-장소 : COEX 밀레니엄 광장

● SICAF 2003
제7회 서울국제만화애니메이션페스티벌은 2003년 개최된 문화 콘텐츠 관련 페스티벌 및 코엑스 개최 행사 중 최다 관람객을 동원했다. 전시 위주의 행사에서 탈바꿈하여 애니메이션 영화 부문을 대폭 강화하였으며, 서울시의 전폭적인 지원에 힘입어 과거 어느 때보다 다양하고 풍성한 볼거리를 선보였다. 특히 SICAF의 대표 행사인 만화애니메이션 전시 TOONPARK, 국제 애니메이션 영화제 ANIMASIA(Animation+Asia)라는 새로운 이름으로 한 차원 업그레이드된 모습을 보이고자 하였다. 또한 Hi Seoul 페스티벌 참가와 한강 시민공원 상영회를 통해 시민문화축제로 자리매김하게 되었다.
- 기간 : 2003년 8월 12일~8월 17일 (6일간)
- 장소 : COEX 태평양관
- 전시 : 작품수 5,000여 개, 50개 기업 250부스
-영화제 : 경쟁부문 668편 응모, 38개국 283편 상영

● SICAF 2004
제8회 서울국제만화애니메이션페스티벌은 국제교류를 위한 네트워크망을 구축함으로써 국제 페스티벌로 자리잡았다. 안시 페스티벌을 비롯한 세계 각 기관들과 협력하여 세계만화애니메이션의 흐름을 국내에 선보이고 한국 만화 애니메이션을 해외에 알릴 수 있는 기반을 마련한 해로 평가받는다. 한편 기획전시에서는 만화를 기반으로 확장된 각종 문화 콘텐츠들을 직접 보고 체험할 수 있는 전시를 대폭 확대하였다. 또한 사이버전시와 온라인 상영관을 운영함으로써 SICAF를 온 오프라인으로 즐길 수 있게 하였다.
- 기간 : 2004년 8월 4일~8월 10일 (7일간)
- 장소 : COEX 태평양관, 메가박스 코엑스점
- 전시 : 작품수 6,000여 개, 78개 업체 560부스
- 영화제 : 경쟁부문 49개국 812편 응모, 366편 상영

● SICAF 2005
제9회 서울국제만화애니메이션페스티벌은 만화애니메이션의 국제적 산업발전에 무게중심을 두고, 문화 콘텐츠 산업의 국제경쟁력을 강화시키는 데에 주력하였다. 애니메이션 영화제는 ASIFA의 공식 회원 페스티벌로 인증, 세계적인 공신력 있는 영화제로 거듭나게 되었다. 또한 전시는 광복 60주년을 맞아 만화애니메이션을 통해 저항과 해방의 역사를 의미를 되짚어보는 의미 있는 시간을 마련하였다.
- 기간 : 2005년 8월 11일~8월 16일 (6일간)
- 장소 : COEX 태평양관, 메가박스 코엑스점
- 전시 : 작품수 88개 업체 479부스
- 영화제 : 경쟁부문 51개국 846편 응모, 387편 상영

● SICAF 2006
10회를 맞이한 SICAF는 개최시기를 5월로 변경하여, 비즈니스의 성격을 강화하고, 보다 다양한 프로그램을 갖춘 행사로 발돋움하였다. 애니메이션 영화제는 1200여 편이 넘는 경쟁 출품작이 접수되어 뜨거운 경합을 벌였으며, 고블렝 특별전, 시그라프 특별전 등 최첨단 테크놀로지를 활용한 우수 작품들과 함께 이지 트릉카, 유리 놀슈테인 등 거장의 작품을 만날 수 있는 뜻 깊은 자리를 마련하였다. 전시에서는 최근 화두로 떠오르고 있는 만화와 타 장르와의 조우를 주제로 한 <만화, 열린 공감을 향해>와 디지털 시대의 만화를 다각도로 조망하는 <유비쿼터스 만화세상>을 중심으로 다양한 기획과 체험전시를 선보였다.
- 기간 : 2006년 5월 24일~5월 28일 (5일간)
- 장소 : SETEC(서울무역전시장), CGV 용산
- 전시 : 19개 기획 전시, 총 484개 부스
- 영화제 : 경쟁부문 54개국 1204편 응모, 395편(경쟁, 초청) 상영

● SICAF 2007
제11회를 맞이한 SICAF 2007은 새롭게 변화하는 매체환경의 역동성을 조망하고 현재 만화 애니메이션의 트랜드를 제시하였다. 국제 규모로 확대되는 디지털 만화 공모전을 비롯하여, 차세대 문화 콘텐츠를 선도하는 컨버전스 페스티벌로 2007년 5월에 보다 다양한 프로그램을 갖춘 행사로 발돋움하였다. 2006년에 신설된 ‘국제디지털만화공모전’의 성공적인 개최에 이어, 2007년에도 디지털 만화의 새로운 가능성을 제시하며 참신한 작품들로 확대 개최했다.
- 기간 : 2007년 5월 23일~5월 27일 (5일간)
- 장소 : SETEC(서울무역전시장), CGV 용산, 서울애니메이션센터
- 전시 : 8개 전시관, 총 580여 작품
- 영화제 : 경쟁부문 65개국 1275편 응모, 369편(경쟁, 초청) 상영

● SICAF 2008
제12회를 맞이한 SICAF 2008은 그동안 순수 애니메이션뿐만 아니라 그 영역을 넓혀 실험성과 예술성이 돋보이는 작품에서 신기술의 최전선, 컴퓨터 그래픽 아트에 이르기까지 그 다양성과 새로운 가능성을 모색하며 즐거움과 감동을 선사해왔다. 해마다 1,500편이 넘는 출품작들을 통해 만나보는 상상력 넘치는 애니메이션의 세계, 세대를 뛰어넘고 장르를 넘나들며 새로운 애니메이션의 비전을 제시했다.
- 기간 : 2008년 5월 21일~5월 25일 (5일간)
- 장소 : SETEC(서울무역전시장), 롯데시네마 건대입구점
- 전시 : 17개 전시관, 총 690여 작품
- 영화제 : 경쟁부문 63개국 1307편 응모, 387편(경쟁, 초청) 상영

● SICAF 2009
제13회 서울국제만화애니메이션페스티벌, 애니메이션 영화제는 국내 유일의 국제 애니메이션 전문 영화제로 만화, 애니메이션을 비롯하여 미디어 아트, 인터랙티브, 특수효과에 이르기까지 다양한 문화 콘텐츠를 통해 문화교류 확대의 역할을 도모하며, 고전 애니메이션에서 최신 트렌드 등 다양한 애니메이션을 소개함으로써 애니메이션의 역사를 한 눈에 조망하고, 변화하는 테크놀로지의 새로운 패러다임을 적극 수용하여 기존의 예술 영역과 새로운 기술영역의 융화를 선도해나가는 아시아를 대표하는 영화제로 자리매김하고 있다.
- 기간 : 2009년 7월 22일~7월 26일 (5일간)
- 장소 : COEX D홀(구 컨벤션홀), 롯데시네마 건대입구점
- 전시 : 기획전시 25개 전시관, 422개 전시부스
- 영화제 : 경쟁부문 52개국 1,423편 응모, 423편(경쟁, 초청) 상영

● SICAF 2010
제14회 서울국제만화애니메이션페스티벌은 국제행사로서의 위상을 확립하여, 기존의 해외 페스티벌과의 협력 체계를 유지하고, 새롭게 슬로베니아 애니메이션 페스티벌 아니마테카와 MOU를 체결함으로써 국제적인 네트워크 인프라를 확장했다. 또한 상영장과 전시장과 연계한 프로그램과 참여형 콘텐츠를 확대함으로써 시너지 효과를 창출하며 관람객들에게 한 발 더 다가가는 행사로 거듭났다.
- 기간 : 2010년 7월 21일~7월 25일 (5일간)
- 장소 : COEX C홀, CGV 압구정
- 전시 : 기획전시 19개 전시관, 509개 전시부스, 1466편 출품, 참여작가 204명
- 영화제 : 경쟁부문 52개국 1,332편 응모, 364편(경쟁, 초청) 상영

● SICAF 2011
제15회 서울국제만화애니메이션페스티벌 국제애니메이션영화제는 상영관 확대 및 애니메이션 기획전시 규모 확대를 통해 관람의 기회를 확대하고 명동역과 남산으로 이어지는 행사동선에 축제 분위기를 조성했다. 제3의 앵글 섹션을 통해 애니메이션을 주제로 한 다큐멘터리와 전문가의 강연을 접목하는 학술적인 관객 참여형 콘텐츠를 개발 하였다.
- 기간 : 2011년 7월 20일~7월 24일 (5일간)
- 장소 : COEX D홀, CGV 명동역, 서울 애니시네마(서울애니메이션센터)
- 전시 : 기획전시 19개 전시관, 309개 전시부스, 9개국 878편 출품, 참여작가 189명
- 영화제 : 경쟁부문 52개국 1,349편 응모, 304편(경쟁, 초청) 상영

● SICAF 2012
제16회 서울국제만화애니메이션페스티벌 국제애니메이션영화제는 애니메이션 상영을 통한 국내외 배급사와의 연계를 유도함으로써 애니메이션 산업 활성화 지지기반을 확대하였다. 창작자가 직접참여한 컨퍼런스인 <픽사이야기>, <애니메이션 타이밍> 등을 통해 콘텐츠를 중심으로 양방향 소통이 가능한 프로그램을 확대하였다.
- 기간 : 2012년 7월 18일~7월 22일 (5일간)
- 장소 : CGV 명동역, 서울 애니시네마(서울애니메이션센터), COEX D홀
- 전시 : 기획전시 17개 전시관, 222개 전시부스, 참여작가 241명
- 영화제 : 경쟁부문 45개국 1,362편 응모, 327편(경쟁, 초청) 상영

● SICAF 2013
제17회 서울국제만화애니메이션페스티벌 국제애니메이션영화제는 총 14개의 시상부문 중 4개가 아시아 작품에 돌아감으로써, 신진 아시아 창작 애니메이션의 신예발굴과 지원을 확대하는 기반을 마련하였다. 또한 개막작 <사도>를 비롯한 총 세 작품이 상영 전후로 국내배급사와 연계되는데 주요한 역할을 함으로써, 상영을 통한 견본시(見本市)로서 충실히 임무를 다하였다. 이 밖에도 배리어프리 애니메이션 상영을 통해 애니메이션 콘텐츠의 접근성을 한층 높여 시민들에게 다가가는 페스티벌로 거듭날 뿐만 아니라, 무료상영 및 티켓 나눔 프로모션 등을 통해 문화 소외계층에게 관람 기회를 제공하기도 했다.
- 기간: 2013년 7월 23일 ~ 7월 28일 (6일간)
- 장소: CGV 명동역, 서울 애니시네마(서울애니메이션센터)
- 전시: 기획전시 13개 전시관, 전시작품 2,916점, 참여작가 175명.
- 영화제: 경쟁부문 53개국 1,225편 출품, 282편 (경쟁, 초청) 상영

● SICAF 2014
제18회 서울국제만화애니메이션페스티벌 국제애니메이션영화제는 옴니버스 장편 ‘메밀 꽃, 운수 좋은 날 그리고 봄봄’의 개막작 선정을 통해 한국 창작 애니메이션을 집중 조명하였다. 그리고 경쟁부분 총 15개의 시상부문 중 한국 감독 작품 3편과 합작 1편, 총 4개 부문 수상 성과를 내며 한국 애니메이션의 질적, 양적 성장을 보여주는 기회 제공했다. 온라인 영화제 개최를 통해 접근성을 높이고 광범위한 홍보 효과 획득 미디어 캔버스 상영, 라이브 시네마 공연으로 미술, 공연분야를 넘나드는 문화 교류 확대 도모 하였으며, 한국만화애니메이션학회, 폴란드 International Film Festival Etiuda&Anima, 일본미디어예술제와 국제 세미나 개최하며 학문적 교류의 장 마련했다.
- 기간: 2014년 7월 22(화)~ 27(일) (6일간)
- 장소: CGV 명동역, 서울 애니시네마(서울애니메이션센터)
- 전시: 기획전시 14개 전시관, 전시작품 1,000점, 참여작가 170명.
- 영화제: 경쟁부문 54개국 1,201편 출품, 362편 (경쟁, 초청) 상영

● SICAF 2015
제19회 서울국제만화애니메이션페스티벌 국제애니메이션영화제는 한국에서 가장 사랑받는 일본 영화 감독 이와이 슌지의 첫 번째 애니메이션 장편 ‘하나와 앨리스-살인사건’을 개막작으로 선정, 국내 최초 개봉하였다. 또 ‘SICAF 시선’을 통해 한국에 잘 알려지지 않은 중국 애니메이션을 소개함으로써 아시아 애니메이션 관계자들의 교류를 촉진하고, ‘인물포커스’를 통해 애니메이션과 실사를 넘나들며 자신만의 고유한 세계관을 구축한 연상호 감독의 작품을 선보이고, ‘월드포커스’를 통해 해외 애니메이션의 동향을 파악하여 SICAF의 국제 네트워크의 성과를 확인하였다.
- 기간: 2015년 5월 23(토)~ 28(목) (6일간)
- 장소: CGV 명동역, 서울 애니시네마(서울애니메이션센터), 시청광장
- 전시: 기획전시 17개, 총 5개국 1291점, 참여기업 41개, 참여작가 269명.
- 영화제: 경쟁부문 60개국 1,001편 출품, 242편 (경쟁, 초청) 상영

● SICAF 2016
제20회 서울국제만화애니메이션페스티벌 국제애니메이션영화제는 제작 50년을 맞은 한국 최초의 극장용장편 애니메이션 <홍길동>의 디지털 리마스터링 복원판을 개막작으로 선정함으로써 한국애니메이션 역사와 의미를 되짚는 행사였다. 또한, 영화제 개최 이래 공식경쟁 최다출품수를 기록하면서 여느때보다 풍성한 공식경쟁 섹션을 마련했으며, 20회 기념 특별전 및 각 나라별 전문가들과 함께 현재 세계애니메이션교육에 대한 오픈 토크, 포럼 등 다양한 이벤트가 함께하는 부대행사를 마련하여, 애니메이션의 가능성과 확장에 대해 고민해 보는 시간이었다.
- 기간: 2016년 7월 6일(수)-10일(일) (5일간)
- 장소: CGV 명동역, 서울애니메이션센터 애니시네마
- 전시: 기획전시 5개, 총 2개국 69점, 참여기업 15개, 참여작가 11명.
- 영화제: 경쟁부문 88개국 여편 2,146개 출품, 33개국 225작품 상영

● SICAF 2017
제21회 서울국제만화애니메이션페스티벌 국제애니메이션영화제는 21년의 긴 역사적 배경을 가진 애니메이션 영화제로서 규모와 내실을 갖추며 오랜 역사적 배경을 바탕으로 한국 애니메이션의 전통을 소중히 이어받는 동시에 시대와 호흡을 맞춰가며 기술적, 사회적 변화를 적극 수용하기 위해 노력하였다. 특히, 2017년도는 다양한 세대와 분야의 관객들이 애니메이션이 주는 시각적, 감각적 즐거움을 넘어 애니메이션이 갖는 사회적, 문화적 메시지를 이해하고 즐기며, 공감할 수 있도록 프로그램 되었으며, YOLO(You Only Live Once)관과 Think Twice관을 분리 운영함으로써 대중적 작품과 마니아적 작품을 두루 초청하여 관객 모두가 큰 즐거움을 누릴 수 있도록 하였다.
- 기간: 2017년 7월 26일(수)-30일(일) (5일간)
- 장소: 영화제 메가박스 코엑스 COEX, 전시 세텍 SETEC
- 전시: 기획전시 4개, 참여기업 32개, SICAF체험운영 4개, 관련협체단체 8개, 사회 공헌기업 4개, 참여작가 약 50명.
- 영화제: 경쟁부문 93개국 2550여 편 출품, 45개국 225작품 상영

● SICAF 2018
22회째를 맞이하는 서울국제만화애니메이션페스티벌 국제애니메이션영화제는 한국 애니메이션의 역사적 배경을 중심으로 세계로 발전해 나가고 있다. 특히, 22회 시카프 영화제는 103개국 2700여편에 달하는 경쟁작 역대 최다 출품수를 기록하며 국제애니메이션영화제로써의 그 위상을 빛내고 있다. 특히 2018년도는 업계의 제작자 및 전공 학생을 위한 영역이 강화되어 디즈니 및 루카스 필름 등에 소속된 애니메이션 및 특수효과 전문가가 진행하는 마스터 클래스, 시카프 토크 등이 진행되었다. 또한, 영화제는 성우DAY, 패밀리섹션, 월드포커스 등으로 확장되는 섹션으로 관객들과의 소통을 강화하였다.
- 기간: 2018년 8월 23일(목)-26일(일) (4일간)
- 장소: 영화제 메가박스 동대문 지점, 전시 DDP 알림1관
- 전시: 특별전시 2개, 기획전시 3개, 체험 3개, 이벤트 8개, 관련 협단체 6개, 사회 공헌기업 2개, 참여 작가 30명, 참여 기업 약30개
- 영화제: 경쟁부문 103개국 2700여 편 출품, 45개국 100여 작품 상영

● SICAF 2019
제23회 서울국제만화애니메이션 국제 애니메이션 영화제는 ‘혁신적 변화’의 가운데에서 애니메이션의 놀라운 생동성을 이야기하고자 하였다. SICAF2019 국제애니메이션영화제 경쟁부문에 총 93개국 2,565편의 작품이 출품되었다. 이 중 28개국 103편의 우수한 애니메이션 작품들이 본선작으로 선정되었으며, 인권, 예술, 소통에 대한 애니메이션 감독들의 자유로운 상상력이 다양하게 펼쳐졌다.
- 기간: 2019년 7월 17일(수)-21일(일) (5일간)
- 장소: 영화제 메가박스 코엑스 지점, 전시 코엑스 A4홀
- 전시: 특별전시 2개, 기획전시 2개, 체험 5개, 이벤트 3개 외 부대행사 3개
- 영화제: 경쟁부문 93개국 2,565편 출품, 28개국 103편 작품 상영

● SICAF 2020
2020년 24회를 맞이하는 서울국제만화애니메이션페스티벌은 시민과 애니메이션 전문가를 아우르는 공감과 재미의 축제로 준비하였다. SICAF2020 영화제 경쟁부문에는 91개국 2,206편의 작품이 출품되었다. 그 중 24개국 69편의 애니메이션이 경쟁부문 본선 작품으로 선정되었고, 다양한 초청작과 부대행사가 관객을 맞이하였다.
- 기간: 2020년 7월 10일(금)-12일(일) (3일간)
- 장소: 영화제 메가박스 동대문 지점, 전시 DDP 알림1관
- 전시: 특별전시 2개, 기획전시 2개, 작가 및 기업부스 운영
- 영화제: 경쟁부문 93개국 2,565편 출품, 25개국 108편 작품 상영

● SICAF 2021
'리셋 그리고 함께하는 즐거움!' 올해로 25주년을 맞이하는 아시아 최대, 국내 유일의 만화∙애니메이션 축제, SICAF2021은 국제애니메이션영화제와 전시, 공식행사 및 만화·애니메이션OST 공연, SICAF 로드, 강연 등의 부대행사를 선보일 예정이다. 만화∙애니메이션과 다양한 미디어 문화가 어우러진 즐겁고 행복한 문화축제의 공간, SICAF2021!
- 기간: 2021년 10월 1일(금)-4일(월) (4일간)
- 장소: 영화제 메가박스 상암 월드컵경기장점, 전시 문화비축기지
- 전시: 기획전시 4개
- 영화제: 경쟁부문 108개국 3,340편 출품, 30개국 88편 작품 상영